# Tharparkar
La tharparkar ou tarparkar est une race zébuine pakistanaise. Elle est aussi appelée white sindhi. En Inde, c'est plus souvent le terme Thari qui est usité.

## Origine
Elle est originaire de la province de Sind au Pakistan. Elle est aussi élevée en Inde. Elle a connu une expansion au cours de la Seconde Guerre mondiale lorsqu'elle a été introduite au Proche-Orient pour fournir du lait aux troupes britanniques.

## Morphologie
Elle porte une robe blanche à nuances gris clair. Le pelage fonce un peu l'hiver. Le garrot est aussi plus sombre chez le taureau. Des couleurs différentes existent à cause de croisements avec des zébus voisins. (en particulier le rouge fauve de la sindhi rouge) Elle porte des cornes en lyre haute, des oreilles de grande taille pendantes et une bosse de zébu au garrot chez les deux sexes. La peau est plissée et ample en particulier au niveau du cou. (présence d'un fanon important) Les muqueuses sont sombres, visible au niveau du mufle. 
Les animaux mesurent 140 cm pour 400 kg.

## Aptitudes
C'est une race à triple usage. Elle est élevée pour son lait mais son aptitude bouchère est bien valorisée et les bœufs sont très utilisés en traction agricole. La vache donne de 1 100 kg de lait en pastoralisme traditionnel (pâture en zone non agricole pauvre) à 2 000 kg, nourrie à l'étable.
C'est une race résistante à la chaleur, aux parasites externes, tiques, et aux maladies tropicales. Elle est bien adaptée au climat tropical sec: ses sabots durs permettent la recherche de nourriture ou d'eau sur de longs parcours et son système digestif accepte toutes sortes de végétaux. En revanche, elle nécessite un contact quasi quotidien avec ses éleveurs afin de conserver une docilité toute relative.